# 駐史瓦帝尼外交機構列表

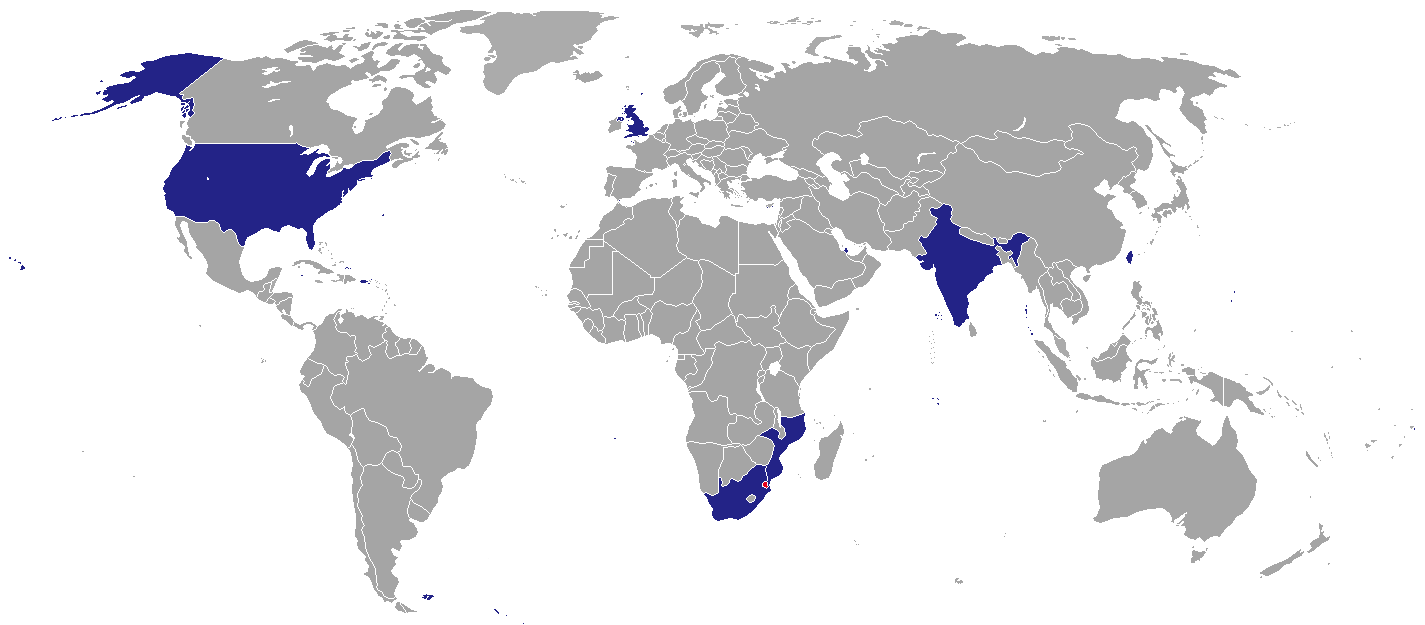
在史瓦帝尼常設外交機構的國家一覽
史瓦帝尼王國
在史瓦帝尼常設外交機構的國家

駐史瓦帝尼外交機構列表為各國駐在史瓦帝尼的外交機構列表，包含大使館、領事館及高級專員公署等。目前，該國首都墨巴本共駐有7個大使館或高級專員公署。

## 大使館/高級專員公署

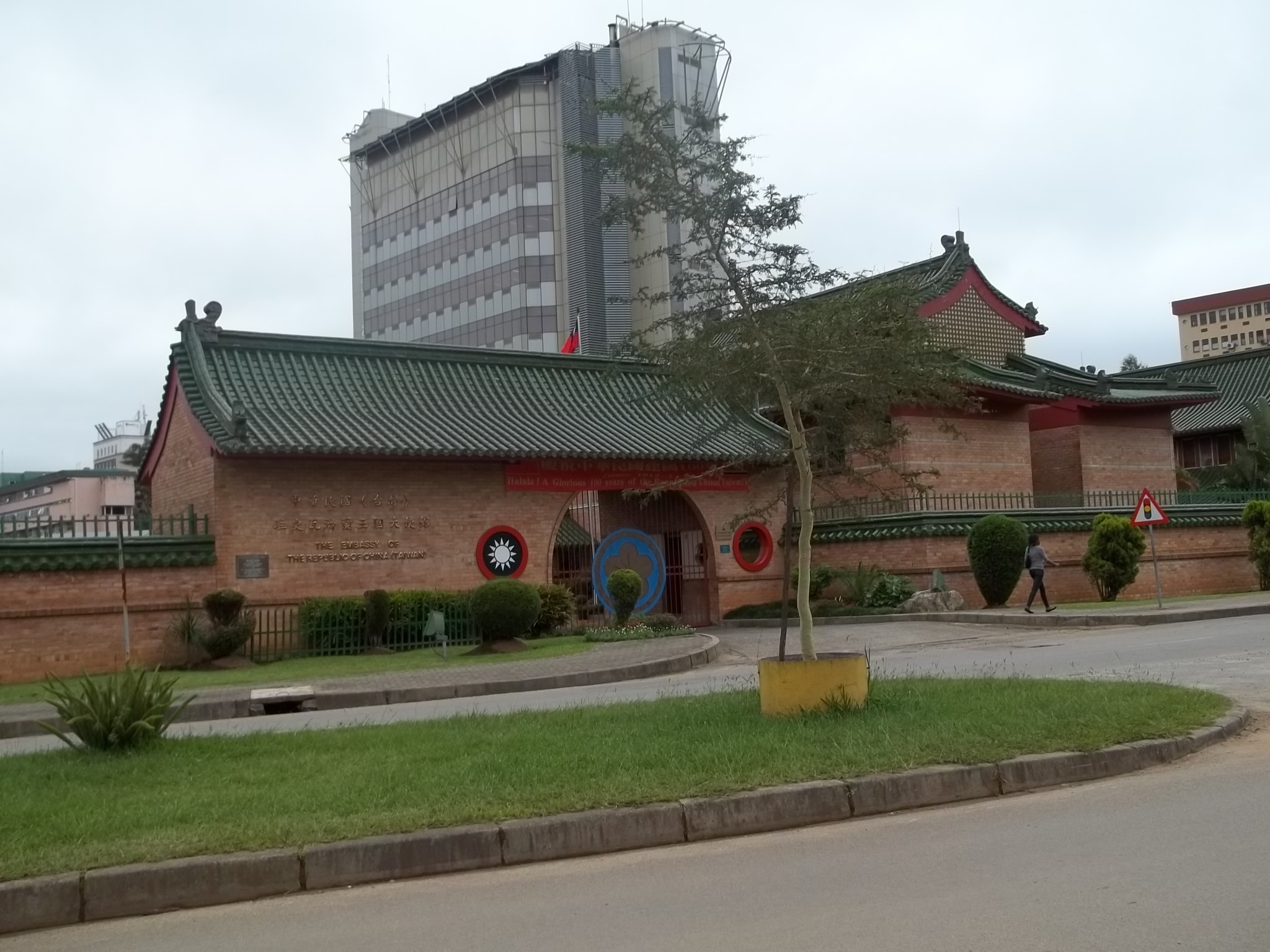
中華民國駐史瓦帝尼王國大使館

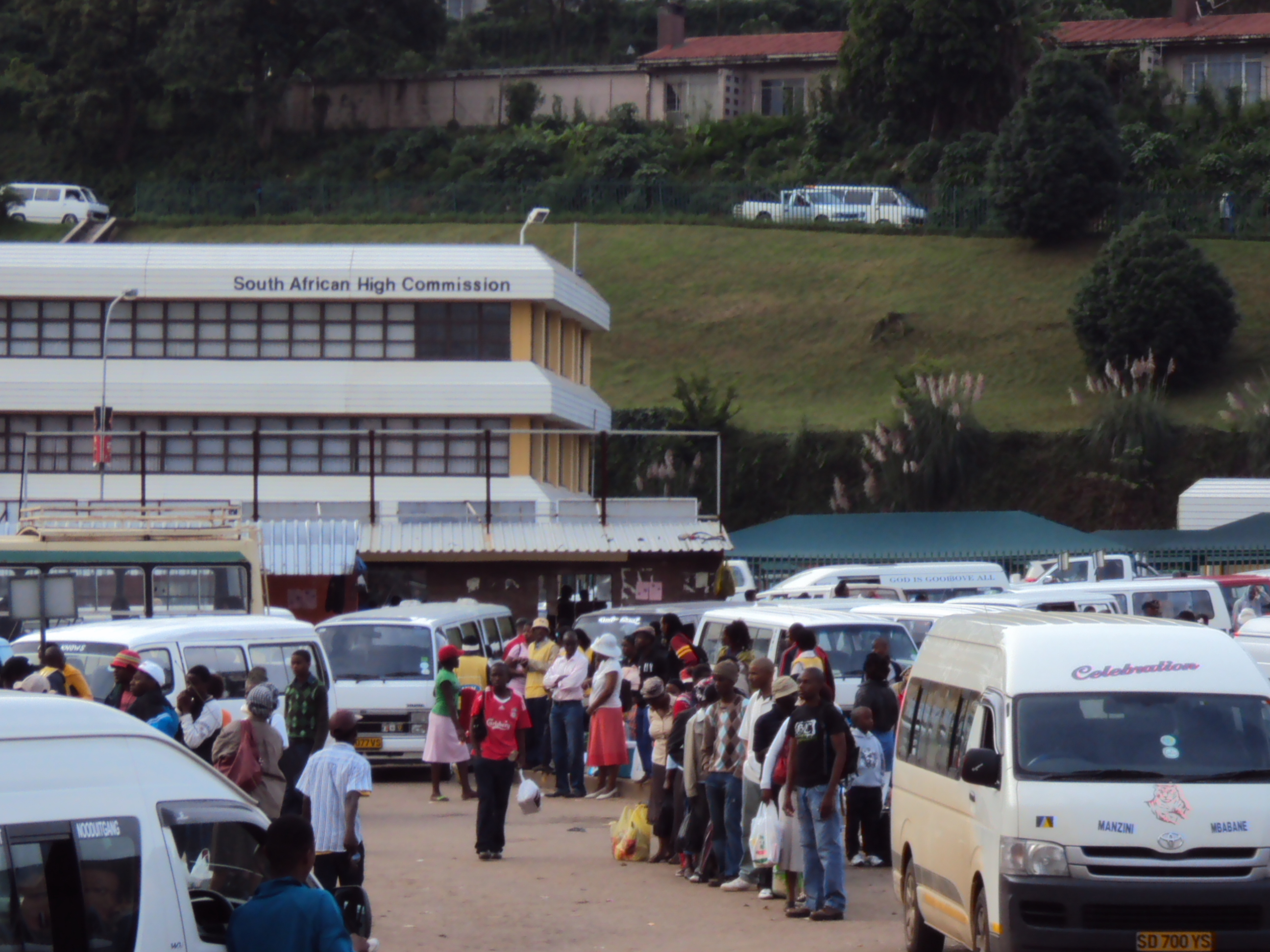
南非共和國駐史瓦帝尼王國高級專員公署

皆駐於墨巴本。
| - 印度 - 莫桑比克 - 中華民國（臺灣） - 南非 - 英国 - 美国 |

## 非常駐大使館/高級專員公署
除非另外註明，否則皆駐於南非的普勒托利亞。
| - 阿根廷 - 奥地利 - 比利时 - 巴西（马普托） - 保加利亚 - 加拿大（马普托） - 古巴 - 賽普勒斯 - 捷克 - 丹麦 - 埃及（马普托） - 芬兰（马普托） - 法國（马普托） - 德国 - 希腊 - 聖座 - 匈牙利 - 印度尼西亞 - 以色列 - 義大利（马普托） - 日本 - 賴索托 - 马来西亚 - | - 馬爾他（瓦莱塔） - 墨西哥 - 莫桑比克 - 纳米比亚 - 荷蘭 - 新西兰 - 挪威（马普托） - 巴勒斯坦 - 巴拉圭 - 波蘭 - 葡萄牙（马普托） - 羅馬尼亞 - 俄羅斯 - 塞爾維亞 - 斯洛伐克 - 西班牙（马普托） - 斯里蘭卡 - 沙烏地阿拉伯 - 瑞典（马普托） - 瑞士 - 坦桑尼亚（马普托） - 泰國 - 千里達及托巴哥 - 土耳其 - 阿联酋 - 乌干达 - 越南 - 辛巴威（马普托） |

## 位於墨巴本的名譽領事館
- 英国[44]

## 其他
- 欧盟（代表團（英语：Delegation））[45]

## 外部連結
- Government of Eswatini （页面存档备份，存于）